# Grete Mosheim
Pour les articles homonymes, voir Mosheim.
Margarete Emma Dorothea « Grete » Mosheim, née à Berlin le 8 janvier 1905 et morte à New York le 29 décembre 1986 , est une actrice allemande.

## Biographie

### Au théâtre
D'ascendance juive par son père, Grete Mosheima commence sa carrière d'actrice en 1922, à l'âge de 17 ans, dans la troupe du Deutsches Theater à Berlin où elle joue jusqu'en 1931. Parallèlement, elle étudie, aux côtés de Marlene Dietrich, à l'école dramatique de Max Reinhardt chez Berthold Held.
Max Reinhardt lui procure en 1925 l'opportunité de jouer dans Der Sprechende Affe de René Fauchois en remplacement du premier rôle féminin, tombé malade. Mosheim apprend le rôle difficile avec Albert Bassermann en seulement 24 heures et devient une superstar du jour au lendemain. Elle est une vedette de la scène théâtrale berlinoise, jouant aussi bien des rôles dramatiques que la comédie. Elle apparaît également dans des revues musicales et enregistre des chansons, entre autres de Friedrich Hollaender.
En 1933, elle fuit l'Allemagne pour Londres afin d'échapper à la montée au pouvoir d'Adolf Hitler.
Après une étude approfondie de l'anglais, elle maîtrise assez bien cette langue pour jouer dans Two Share a Dwelling à Londres en 1935.
Elle remonte à nouveau sur scène en Allemagne à partir de 1952, mais n'a plus eu de rôles au cinéma, hormis quelques rôles à la télévision, jusqu'à celui de la grand-mère dans Moritz, cher Moritz en 1978.

## Le cinéma
Mosheim a joué dans de nombreux films allemands, la plupart muets. Son premier film, Michaël, date de 1924. Elle joue encore dans des films comme L'Affaire Dreyfus (1930) et Yorck (1931).
En 1935, elle joue dans Car of Dreams (en).

## Vie personnelle
Mosheim a été mariée trois fois, à Berlin avec l'acteur Oskar Homolka (1928-1937) puis à Londres avec l'industriel Howard Gould (en) (1937-1948) et enfin avec le journaliste Robert Cooper, correspondant du Times. Elle n'a pas eu d'enfants.
Grete Mosheim meurt d'un cancer à New York.

## Filmographie partielle
- 1924 : Michaël de Carl Theodor Dreyer
- 1928 : Die kleine Sklavin de Luise et Jakob Fleck
- 1928 : Die Rothausgasse de Richard Oswald
- 1930 : L'Affaire Dreyfus de Richard Oswald
- 1931 : Yorck de Gustav Ucicky
- 1978 : Moritz, cher Moritz de Hark Bohm